# 劉理
劉 理（りゅう り）は、中国三国時代の蜀漢の皇族。字は奉孝。父は劉備。異母兄は劉禅・劉永。妻は馬超の娘。本貫は幽州涿郡涿県。

## 生涯
章武元年（221年）4月、父の劉備が蜀漢の皇帝として即位。6月に劉理は梁王に封じられる。
劉禅の時代に当たる建興7年（229年）、蜀漢は呉と同盟を結ぶ。この時、劉理の封地である梁は呉の領域とされたため、建興8年（230年）に劉理は安平王に改封された。
延熙7年（244年）4月に死去。悼王と諡された。

### 子孫
劉理の没後、子の哀王・劉胤が跡を継ぐが、延熙19年（256年）に死去。さらにその子の殤王・劉承が跡を継ぐが、彼も延熙20年（257年）に死去した。
景耀4年（261年）、劉禅はその家系が絶えたことを憂い、劉理の子の劉輯に王位を継がせた。
蜀漢の滅亡後の咸熙元年（264年）、劉輯は魏によって洛陽に移され、奉車都尉に任じられ、郷侯に封じられた。